# Haiti na Letnich Igrzyskach Olimpijskich 1976
Haiti na Letnich Igrzyskach Olimpijskich 1976 było reprezentowane przez 13 sportowców.

## Skład kadry

### Boks
Mężczyźni
- Yves Jeudy - waga lekka - 5. miejsce
- Siergot Sully - waga lekkopółśrednia - 25. miejsce
- Wesly Felix - waga półśrednia - 9. miejsce

### Lekkoatletyka
Mężczyźni
- Philippe Étienne

100 metrów - odpadł w eliminacjach
- 200 metrów - odpadł w eliminacjach
- Wilfrid Cyriaque - 400 metrów - odpadł w eliminacjach
- Wilnor Joseph -  800 metrów - odpadł w eliminacjach
- Emmanuel Saint-Hilaire - 1500 metrów - odpadł w eliminacjach
- Dieudonné Lamothe - 5000 metrów - odpadł w eliminacjach
- Olmeus Charles - 10 000 metrów - odpadł w eliminacjach
- Thancule Dezart - maraton - nie ukończył

Kobiety
- Antoinette Gauthier - 100 metrów - odpadła w eliminacjach
- Marie-Louise Pierre - 200 metrów - odpadła w eliminacjach
- Rose-Marie Gauthier - 400 metrów - odpadła w eliminacjach